# Patrick Galan
Pour les articles homonymes, voir Galan.
 (mars 2022).
Si vous disposez d'ouvrages ou d'articles de référence ou si vous connaissez des sites web de qualité traitant du thème abordé ici, merci de compléter l'article en donnant les références utiles à sa vérifiabilité et en les liant à la section « Notes et références ».
Patrick Galan est journaliste, photographe et écrivain français, né à Annecy (Haute-Savoie) en 1950.

## Biographie
Il commence sa carrière en travaillant dans la publicité, la photo et la presse pour de nombreux groupes de presse et d'édition. Pendant 17 ans, il est, à Genève et à New York, le directeur général pour l'Europe, l'Afrique et le Moyen-Orient, de l'empire multimédia de Rupert Murdoch, le célèbre magnat de la presse, puis du groupe Reed-Elsevier, présent sur les cinq continents.
En 1994, il revient s'installer à Annecy, pour créer sa propre société de presse et d’édition, « Traveling Press Éditions », et lancer le magazine « L’Esprit du Voyage », destiné aux professionnels du tourisme de France, Suisse, Italie du Nord et Benelux. Parallèlement, Patrick Galan réalise dans le monde entier de nombreux reportages d'actualité "brûlante" pour différents médias français et étrangers.
Depuis 1999, il a publié avec succès plusieurs ouvrages littéraires.

## Ouvrages
- Elle, Mary-Poupée, Princesse d'Amour, Traveling Press Éditions, 1999. Roman. (Épuisé).
- Pourquoi je râle… (tome 1), Traveling Press Éditions, 2001. (Épuisé).
- Pourquoi je râle… (tome 2), Traveling Press Éditions, 2002. (Épuisé).
- Bourlingades au Kenya, Traveling Press Éditions, 2002. Roman.
- La Malédiction du Sphinx, Traveling Press Éditions, 2004. Roman. Distingué et diplômé par les «Arts et Lettres de France» en 2005.
- Pourquoi je râle… (tome 3), Traveling Press Éditions, 2005. (Épuisé).
- Règlement de comptes à Bornéo, Traveling Press Éditions, 2007. Roman sur le thème de la déforestation massive et anarchique de Bornéo et de l'extermination des derniers orangs-outans de notre planète. Grand Prix du Conseil général du Jura 2008, Grand Prix du Conseil général des Landes 2009. (Épuisé).
- Les Copains de Babou, Conte avec coloriage pour enfants de 3 à 7 ans. Traveling Press Éditions, 2009. (Épuisé).
- Pourquoi je râle encore… (Tome 4), Traveling Press Éditions, 2010. Premier Prix du salon du livre d'Allevard 2011. (Épuisé).
- Rififi dans les Bauges, 191 pages, Traveling Press Éditions, 2011. Une rivalité passionnelle entre deux familles qui se disputent l'eau d'un torrent dans le pays de Faverges. (Épuisé).
- Opération Fraisolita[1], Traveling Press Éditions, 2015, 400 pages. Thriller sur le trafic de drogue entre l'Amérique du Sud, le Maroc et l'Europe. Grand Prix 2015 de l'APPEL et du Conseil départemental des Landes, Premier Prix du Salon du Livre d'Allevard 2015.
- Les Copains de Filou[2], Traveling Press Éditions, 2019, Conte avec coloriage pour enfants de 3 à 7 ans.
- Une Sacrée journée, Traveling Press Éditions, 2019, Roman d'humour sur la journée d'un auteur dans le difficile exercice de la dédicace.
- D'une vision à l'autre, Traveling Press Éditions, 2020, Réflexion économico-politico-philosophique sur notre société autour de la mondialisation et de la pandémie de Covid-19. (Épuisé).
- Manon des Sables, Traveling Press Éditions, 2025, Roman chez les Touareg au Sud du Maroc.